# Carl Reiner
Carl Reiner (ur. 20 marca 1922 w Nowym Jorku, zm. 29 czerwca 2020 w Beverly Hills) – amerykański komik, aktor, reżyser, scenarzysta i publicysta. Ojciec aktora i reżysera Roba Reinera.

## Wczesne lata
Urodził się w Nowym Jorku jako syn Bessie (z domu Mathias) i Irvinga Reinera, zegarmistrza. Jego rodzice byli żydowskimi emigrantami z Europy. Jego starszy brat Charlie służył w 9. Dywizji podczas II wojny światowej, a jego prochy są pochowane na Cmentarzu Narodowym w Arlington. W wieku 16 lat Charlie przeczytał w „New York Daily News” o bezpłatnych warsztatach teatralnych organizowanych przez Works Progress Administration i powiedział o tym Carlowi. Wujek Harry Mathias był pierwszym artystą w jego rodzinie, wcześniej pracował jako mechanik, naprawiając maszyny do szycia.
W 1943 Reiner został powołany do United States Army Air Forces i służył podczas II wojny światowej, ostatecznie osiągając stopień kaprala. Początkowo kształcił się na operatora radiowego, ale po spędzeniu trzech miesięcy w szpitalu na leczenie zapalenia płuc, został wysłany na Uniwersytet Georgetown na dziesięć miesięcy szkolenia jako francuski tłumacz; to tutaj po raz pierwszy pełnił funkcję reżysera, wystawiając sztukę Moliera w całości po francusku. W 1944, po ukończeniu szkolenia językowego, został wysłany na Hawaje, aby pracować jako operator dalekopisu. W noc poprzedzającą zaplanowane wysłanie nieznanego zadania, brał udział w przedstawieniu Hamlet, przygotowanym przez jednostkę rozrywkową służb specjalnych. Następnie został przeniesiony do służb specjalnych. W latach 1945–1946 występował w teatrze, zabawiając żołnierzy na Hawajach, Guam, Saipan, Tinian i Iwo Jima.

## Kariera
Grał na Broadwayu w musicalach: Inside U.S.A. (1948-1949), Alive and Kicking (1950) i Enter Laughing (1963-1964). W 1950 znalazł się w obsadzie programu NBC Your Show of Shows Sida Caesara, występując w skeczach, a także współpracując ze scenarzystami, takimi jak Mel Brooks i Neil Simon. Reiner pracował także przy realizacji programu telewizyjno-komediowego NBC Cezarowa godzina (Caesar’s Hour) z Brooksem, Simonem, Woodym Allenem, Larrym Gelbartem, Melem Tolkinem, Mikiem Stewartem, Aaronem Rubenem, Sheldonem Kellerem i Gary Belkinem. Reżyserował broadwayowskie przedstawienia takie jak Something Different (1967), Tough to Get Help (1972), So Long, 174th Street (1976) i The Roast (1980). Występował jako Alan Brady w sitcomie CBS The Dick Van Dyke Show (1961–1966).
W 1998 otrzymał nagrodę Grammy za najlepszy album (w kategorii muzyka komediowa) za The 2000 Year Old Man in the Year 2000.
Jako reżyser filmowy zasłynął m.in. realizując w latach 80. kilka popularnych komedii z udziałem Steve’a Martina: Szajbus (The Jerk, 1979), Umarli nie potrzebują pledu (Dead Men Don’t Wear Plaid, 1982), Człowiek z dwoma mózgami (The Man with Two Brains, 1983) i Dwoje we mnie (All of Me, 1984). Wystąpił m.in. w filmowym cyklu Stevena Soderbergha: Ocean’s Eleven: Ryzykowna gra, Ocean’s Twelve: Dogrywka, Ocean’s Thirteen.

## Życie prywatne
Jego małżeństwo z piosenkarką i aktorką Estelle Lebost-Reiner trwało blisko 65 lat (od 1943 do jej śmierci w 2008). Mieli troję dzieci: dwóch synów – Roba (ur. 6 marca 1947) i Lucasa (ur. 17 sierpnia 1960) oraz córkę Annie (ur. 11 maja 1949).
Zmarł 29 czerwca 2020 w wieku 98 lat. Przyczyną śmierci była śmierć naturalna.

## Filmografia
Reżyser
- O mój Boże! (1977)
- Szajbus (1979)
- Umarli nie potrzebują pledu (1982)
- Człowiek z dwoma mózgami (1983)
- Dwoje we mnie (1984)
- Zakład (1985)
- Letnia szkoła (1987)
- Siostrzyczki (1990)
- Fatalny instynkt (1993)
- Ta podstępna miłość (1997)

Aktor
- Ten szalony, szalony świat (1963) jako kontroler wieży na Rancho Conejo
- Prawo Burke’a (1964–1965, 2 odcinki, różne role)
- Sztuka miłości (1965) jako Rodin
- Rosjanie nadchodzą (1966) jako Walt Whittaker
- Poradnik żonatego mężczyzny (1967) jako doradca techniczny
- O mój Boże! (1977) jako gość Dinah
- Koniec (1978) jako dr Maneet
- Szajbus (1979) jako Carl Reiner
- Umarli nie potrzebują pledu (1982) jako Field Marshal Von Kluck
- Letnia szkoła (1987) jako pan Dearadorian
- Fatalny instynkt (1993) jako sędzia Ben Arugula
- Slumsy Beverly Hills (1998) jako Mickey Abromowitz
- Rocky i Łoś Superktoś (2000) jako P.G. Biggershot
- Ocean’s Eleven: Ryzykowna gra (2001) jako Saul Bloom
- Father of the Pride (2004–2005) jako Sarmoti
- Ocean’s Twelve: Dogrywka (2004) jako Saul Bloom
- Ocean’s Thirteen (2007) jako Saul Bloom
- Dwóch i pół (2009–2014) jako Marty Pepper